# SmackDown (marca da WWE)
SmackDown é uma marca da promoção de luta livre profissional americana WWE que foi estabelecida em 25 de março de 2002. Marcas são divisões da lista da WWE onde os lutadores são designados para atuar semanalmente quando uma extensão de marca está em vigor. Os lutadores designados para o SmackDown aparecem principalmente no programa de televisão semanal da marca, Friday Night SmackDown, também conhecido simplesmente como SmackDown. É uma das duas principais marcas da WWE, juntamente com o Raw, coletivamente referido como o roster principal da WWE.
Além do programa de televisão, os lutadores do SmackDown também se apresentam nos eventos pay-per-view e Peacock/WWE Network. Durante a primeira divisão da marca (2002–2011), os lutadores do SmackDown também competiram em um show complementar exclusivo, Velocity, e na ECW em um programa de troca de talentos com a antiga marca ECW, enquanto durante a segunda divisão da marca (2016–presente), os lutadores da marca apareceram nos eventos interbrand Mixed Match Challenge e Worlds Collide.

## História

### Primeira divisão (2002–2011)

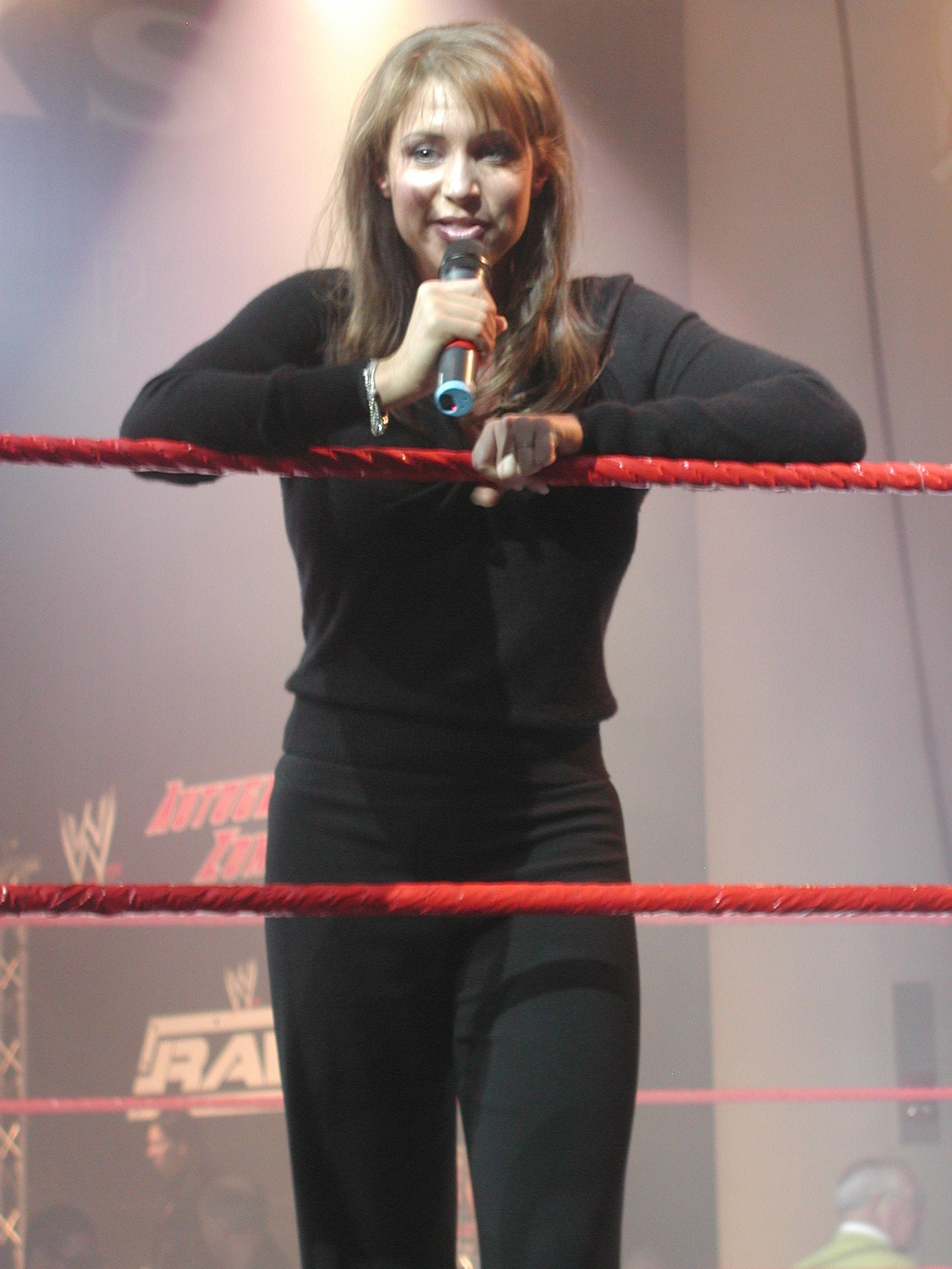
Stephanie McMahon foi primeira Gerente Geral do SmackDown

Em sua concepção, de acordo com Bruce Prichard em seu podcast Something to Wrestle lançado em outubro de 2018, a então World Wrestling Federation (WWF) originalmente planejava fazer o SmackDown! uma marca só para mulheres, mas acabou decidindo contra por causa da falta de talentos.
Em março de 2002, a WWF passou pela "extensão de marca", um processo no qual a WWE se dividiu em dois ramos com listas, histórias e figuras de autoridade separadas. As duas divisões, hospedadas e nomeadas como Raw e SmackDown!, competiriam entre si. A divisão resultou da WWE comprando seus dois maiores competidores, World Championship Wrestling (WCW) e Extreme Championship Wrestling (ECW); e a subsequente duplicação do seu plantel e campeonatos. A extensão da marca foi tornada pública durante uma transmissão do Raw em 18 de março, iniciada com o primeiro draft uma semana depois no episódio de 25 de março do Raw e se tornou oficial no episódio de 1º de abril do Raw.
Os lutadores começaram a lutar exclusivamente para seu show específico. Na época, isso excluía o Campeonato Indiscutível da WWE e o Campeonato Feminino da WWE, pois esses títulos da WWE seriam defendidos em ambos os shows. Em agosto de 2002, o então Campeão Indiscutível da WWE, Brock Lesnar, recusou-se a defender o título no Raw, fazendo com que seu título se tornasse exclusivo do SmackDown!. Na semana seguinte no Raw, o gerente geral do Raw, Eric Bischoff, concedeu um recém-instalado Campeonato dos Pesos Pesados ao desafiante número um do Raw, Triple H. Assim, o título de Lesnar não foi mais considerado "indiscutível". Depois disso, o Campeonato Feminino da WWE logo se tornou um exclusivo do Raw também. Como resultado da extensão da marca, um "draft lottery" anual foi instituído para trocar membros de cada lista e geralmente atualizar o plantel.
SmackDown! foi a marca de origem de muitas das principais estrelas da WWE, incluindo Eddie Guerrero, Batista, Big Show, John "Bradshaw" Layfield (JBL), Kurt Angle, Edge, The Undertaker, Rey Mysterio, John Cena e Torrie Wilson. Guerrero se tornaria o Campeão da WWE como parte do show, tornando-se assim a principal figura do SmackDown! ao longo de 2004 e o lutador mais popular daquele ano. A maior estrela da década seguinte, John Cena, começou sua carreira na WWE nesta marca e alcançou o estrelato como "Doctor of Thuganomics" no programa, vencendo seu primeiro Campeonato da WWE durante seu mandato na marca.

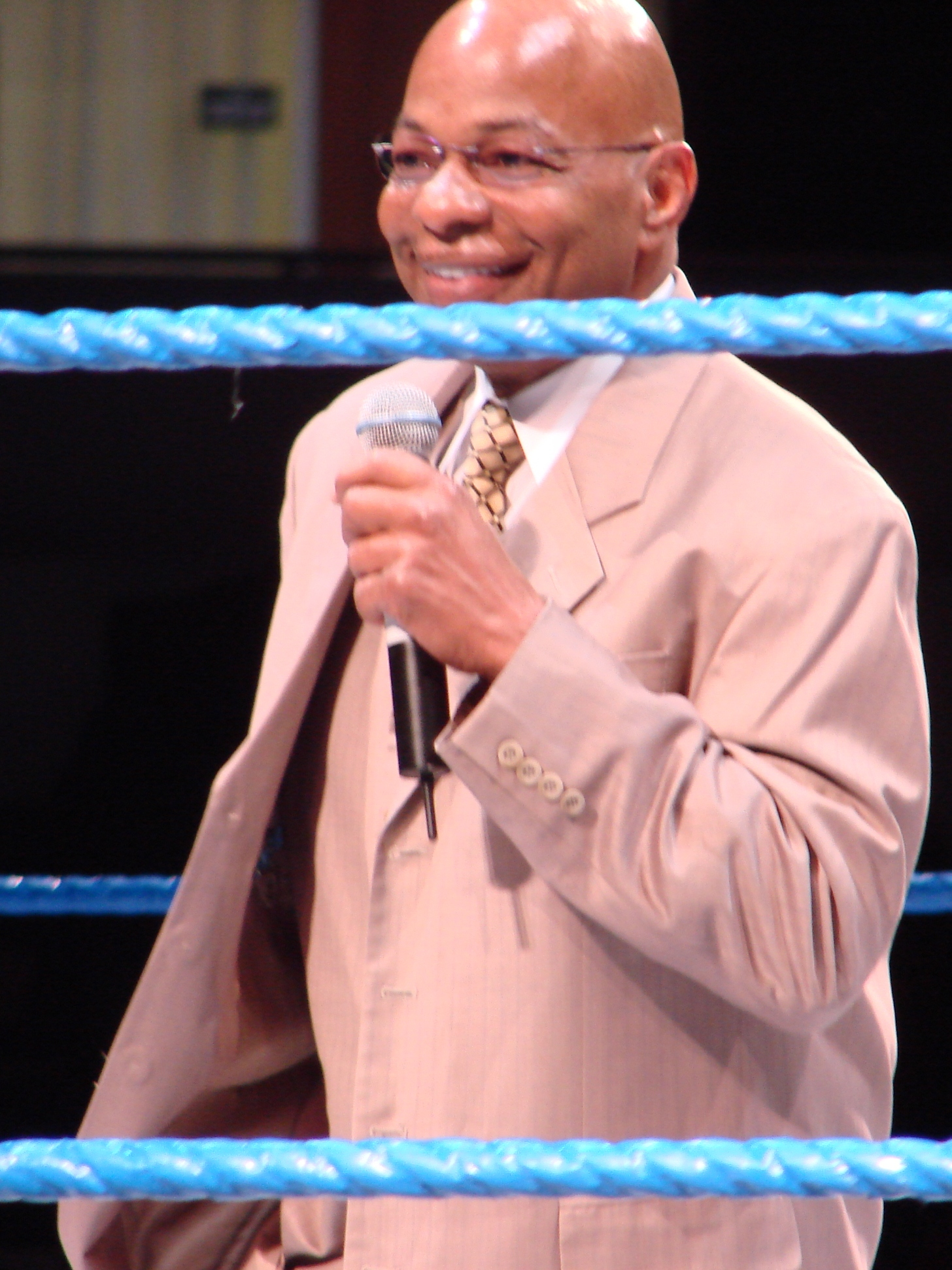
O Hall da Fama Theodore Long atuou como Gerente Geral do SmackDown duas vezes, com duração de seis anos combinados.

Em 6 de junho, o então Campeão da WWE John Cena trocou de marca do SmackDown! para Raw como parte do draft de um mês de 2005. Isso efetivamente deixou o SmackDown! sem título mundial. No episódio de 23 de junho do SmackDown!, o gerente geral Theodore Long agendou uma luta de eliminação de seis homens entre Booker T, Chris Benoit, Christian (substituindo Big Show, que foi escolhido pelo Raw na loteria), John "Bradshaw" Layfield, Muhammad Hassan e The Undertaker para coroar o primeiro Campeão do SmackDown!. No episódio de 30 de junho do SmackDown!, JBL venceu a luta, mas Long apareceu depois e afirmou que mesmo tendo vencido a luta, o SmackDown! não precisava mais de um campeonato, em vez disso, revelando que JBL era o desafiante número um para o Campeonato Mundial de Pesos Pesados, quando Batista, então Campeão Mundial de Pesos Pesados, entrou no ringue como a escolha final da loteria do SmackDown!.
No SmackDown! gravado em 10 de janeiro de 2006 que foi ao ar em 13 de janeiro, Batista teve que perder o Campeonato Mundial de Pesos Pesados por causa de uma lesão legítima no tríceps sofrida nas mãos de Mark Henry na semana anterior. Long decretou uma batalha real pelo título vago, que foi vencido por Kurt Angle, que estava no Raw, mas mudou para o SmackDown! durante o seu reinado como campeão. No episódio de 7 de abril do SmackDown! (que foi gravado em 4 de abril), Long reviveu o torneio King of the Ring após um hiato de quatro anos como um torneio exclusivo do SmackDown!. O torneio terminou no Judgment Day com Booker T como vencedor, derrotando Bobby Lashley na final.
Em 16 de outubro de 2007, as marcas SmackDown! e ECW começaram uma troca de talentos, permitindo que seus respectivos talentos aparecessem e competissem em qualquer marca, já que a ECW foi transmitida ao vivo da mesma arena onde o SmackDown! foi gravado.
Durante o Draft da WWE de 2008, o Campeão da WWE Triple H foi convocado para o SmackDown, resultando em dois títulos mundiais aparecendo na marca - Edge era o Campeão Mundial dos Pesos-Pesados na época - e deixando o Raw sem um título mundial. No entanto, Edge foi atacado por Batista no episódio de 30 de junho do Raw e imediatamente depois CM Punk descontou seu contrato do Money in the Bank para se tornar Campeão Mundial dos Pesos Pesados, trazendo o título de volta ao Raw pela primeira vez desde 2005. Também naquele ano, pela primeira vez na história da marca foi introduzido um campeonato exclusivo feminino, o Campeonato das Divas, uma contrapartida ao Campeonato Feminino que havia sido o único campeonato ativo disputado pelas Divas, mas que era exclusivo do Raw, o que significa que as Divas do SmackDown não tinham nenhum campeonato pelo qual competir. Michelle McCool se tornou a campeã inaugural ao derrotar Natalya em 20 de julho no The Great American Bash.
Em 15 de fevereiro de 2009 no No Way Out, Edge ganhou o Campeonato Mundial dos Pesos Pesados na Elimination Chamber match do Raw, tornando-o um título exclusivo do SmackDown e dando ao SmackDown dois títulos de primeira linha. Como resultado do draft da WWE de 2009 em abril, o então Campeão da WWE Triple H foi convocado para o Raw, enquanto o Campeonato Mundial dos Pesos Pesados também se mudou para a marca Raw depois que Edge perdeu o título para Cena na WrestleMania 25, mais uma vez deixando o SmackDown sem um título mundial. O SmackDown recuperou o Campeonato Mundial dos Pesos Pesados no Backlash quando Edge invocou sua cláusula de revanche na WrestleMania e derrotou Cena em uma luta Last Man Standing para ganhar o título de volta. Além disso, Raw e SmackDown trocaram os dois campeonatos exclusivamente femininos, com Raw ganhando o Campeonato das Divas e o SmackDown ganhando o Campeonato Feminino. Isso marcou a primeira vez na história que o Campeonato Feminino foi exclusivo do SmackDown. Raw e SmackDown também trocaram o Campeonato dos Estados Unidos (que se tornou exclusivo do Raw) e o Campeonato Intercontinental (posteriormente exclusivo do SmackDown) pela primeira vez desde 25 de agosto de 2002.
No episódio do Raw de 29 de agosto de 2011, foi anunciado que os lutadores do Raw e SmackDown não eram mais exclusivos de suas respectivas marcas. Posteriormente, os campeonatos anteriormente exclusivos de um show ou outro estavam disponíveis para lutadores de qualquer show para competir - isso marcaria o fim da extensão da marca, pois toda a programação e eventos ao vivo apresentavam a lista completa da WWE. Em uma entrevista de 2013 com Advertising Age, Stephanie McMahon explicou que a decisão da WWE de encerrar a extensão da marca foi devido a querer que seu conteúdo fluísse através da televisão e plataformas online.

### Segunda divisão (2016–presente)
Em 25 de maio de 2016, foi revelado que a divisão da marca retornaria em julho. O Draft da WWE de 2016 aconteceu no episódio de estreia ao vivo do SmackDown em 19 de julho para determinar as listas entre as duas marcas. No Raw de 11 de julho, Vince McMahon nomeou Shane McMahon o comissário do SmackDown. Então na semana seguinte no Raw, Daniel Bryan foi revelado como o novo General Manager do SmackDown. Devido ao Raw ser um show de três horas e o SmackDown ser um show de duas horas, o Raw recebeu três escolhas a cada rodada e o SmackDown recebeu duas. O Campeão da WWE Dean Ambrose foi a primeira escolha do SmackDown.
Após o retorno da divisão da marca, a maioria dos pay-per-views tornou-se exclusivo de uma marca, (com o SmackDown produzindo Backlash (2016 e 2017), No Mercy (2016), TLC (2016), Elimination Chamber (2017), Money in the Bank (2017), Battleground (2017), Hell in a Cell (2017), Clash of Champions (2017) e Fastlane (2018)). Da WrestleMania 34 em diante, todos os pay-per-views voltaram a ter duas marcas.
No SmackDown de 7 de novembro de 2017, AJ Styles derrotou Jinder Mahal pelo Campeonato da WWE. Em 10 de abril de 2018, o comissário do SmackDown, Shane McMahon, anunciou que Daniel Bryan estava de volta como um Superstar da WWE em tempo integral para a lista após seu retorno ao ringue na WrestleMania 34, portanto, "aceitou graciosamente a renúncia de Daniel como gerente geral do SmackDown". McMahon então nomeou Paige, que havia se aposentado do ringue devido a uma lesão na noite anterior no Raw, como a nova General Manager do SmackDown.
Quando o SmackDown mudou para a FOX a partir do episódio de 4 de outubro de 2019, acabou substituindo o Raw como o Show "A". Como resultado, o SmackDown se tornou o lar das principais estrelas da WWE, como Roman Reigns, Brock Lesnar, Drew McIntyre e os Usos.

## Campeões
Inicialmente, o Campeonato Indiscutível da WWE e o Campeonato Feminino da WWE original estavam disponíveis para ambas as marcas. Os outros campeonatos eram exclusivos da marca da qual o campeão fazia parte. Quando a extensão da marca começou, o SmackDown se tornou o exclusivo do Campeonato Mundial de Duplas e do Campeonato Cruiserweight original.
Em setembro de 2002, o Campeonato Indiscutível tornou-se o Campeonato da WWE novamente e foi transferido para o SmackDown, levando o gerente geral do Raw Eric Bischoff a criar o Campeonato Mundial dos Pesos Pesados para o Raw. O SmackDown criou o Campeonato de Duplas da WWE e reviveu o Campeonato dos Estados Unidos. Ao longo da primeira extensão de marca, esses campeonatos alternaram entre marcas, geralmente devido ao resultado do draft anual. No entanto, o título Cruiserweight foi o único campeonato a nunca mudar de marca, permanecendo no SmackDown de 2002 até a aposentadoria do campeonato em 28 de setembro de 2007.
Em outubro de 2007, o SmackDown e a ECW iniciaram um acordo de troca de talentos, o que significava que os talentos do SmackDown poderiam aparecer na ECW e vice-versa. Isso permitiu que o Campeonato dos Estados Unidos e o Campeonato de Duplas da WWE fossem compartilhados entre as duas marcas. Em julho de 2008, o Campeonato das Divas foi criado para o SmackDown, permitindo que as Divas do SmackDown competissem por um título.
Com a extensão da marca terminando em 2011, todos os títulos do Raw e SmackDown foram fundidos. Após cinco anos, uma nova extensão de marca foi introduzida em 19 de julho de 2016. O SmackDown convocou o Campeão da WWE e o Campeão Intercontinental. Como o SmackDown não tinha um campeonato de duplas e um campeonato feminino, Shane McMahon e Daniel Bryan introduziram o Campeonato de Duplas do SmackDown e o Campeonato Feminino do SmackDown. No Superstar Shake-Up de 2017, o Campeonato Intercontinental foi transferido para o Raw e, em troca, o Campeonato dos Estados Unidos voltou para o SmackDown. No ano seguinte, durante o Superstar Shake-Up de 2018, o Campeonato dos Estados Unidos foi transferido para o Raw, mas retornou ao SmackDown na noite seguinte. No Crown Jewel em 31 de outubro de 2019, o lutador do SmackDown "The Fiend" Bray Wyatt venceu o Campeonato Universal, trazendo assim o título para o SmackDown. No episódio da noite seguinte do SmackDown, o Campeão da WWE Brock Lesnar deixou o SmackDown e foi para o Raw, levando o título com ele.

### Campeonatos atuais
| SmackDown                              | SmackDown       | SmackDown                                 | SmackDown | SmackDown            | SmackDown    | SmackDown               | SmackDown | SmackDown     |
| Campeonato                             | Atuais campeões | Atuais campeões                           | Reinado   | Data vencida         | Dias retidos | Localização             | Notas | Ref.          |
| -------------------------------------- | --------------- | ----------------------------------------- | --------- | -------------------- | ------------ | ----------------------- | --- | ------------- |
| Campeonato Indiscutível da WWE         |                 | John Cena                                 | 14        | 20 de abril de 2025  | 87+          | Paradise, Nevada        | Derrotou Cody Rhodes na Noite 2 da WrestleMania 41. | [ 27 ]        |
| Campeonato Feminino da WWE             |                 | Tiffany Stratton                          | 1         | 3 de janeiro de 2025 | 194+         | Phoenix, Arizona        | Derrotou Nia Jax na luta de cash-in do Money in the Bank de Stratton no SmackDown. | [ 28 ]        |
| Campeonato dos Estados Unidos          |                 | Solo Sikoa                                | 1         | 28 de junho de 2025  | 18+          | Riade, Arábia Saudita   | Derrotou Jacob Fatu no Night of Champions. | [ 29 ]        |
| Campeonato Feminino dos Estados Unidos |                 | Giulia                                    | 1         | 27 de junho de 2025  | 19+          | Riade, Arábia Saudita   | Derrotou Zelina Vega no SmackDown. | [ 30 ]        |
| Campeonato de Duplas da WWE            |                 | The Wyatt Sicks (Dexter Lumis e Joe Gacy) | 2         | 11 de julho de 2025  | 5+           | Nashville, Tennessee    | Derrotaram The Street Profits (Angelo Dawkins e Montez Ford) no SmackDown. | [ 31 ]        |
| Campeonato de Duplas Femininas da WWE  |                 | Raquel Rodriguez e Roxanne Perez †        | 1 (6, 1)  | 30 de junho de 2025  | 16+          | Pittsburgh, Pensilvânia | Originalmente, Rodriguez e Liv Morgan derrotaram Becky Lynch e Lyra Valkyria no Raw de 21 de abril de 2025. No entanto, devido a uma lesão legítima sofrida por Morgan, Perez a substituiu no Raw de 30 de junho de 2025; a WWE considera este um reinado separado para Rodriguez. | [ 32 ] [ 33 ] |

- Nota – O Campeonato de Duplas Femininas da WWE é defendido no Raw, SmackDown e NXT.

### Campeonatos ativos anteriores
| Campeonato                         | Tempo na marca                             |
| ---------------------------------- | ------------------------------------------ |
| Campeonato Mundial de Duplas       | 20 de outubro de 2002 – 5 de abril de 2009 |
| Campeonato Intercontinental da WWE | 16 de abril de 2019 – 28 de abril de 2023  |
| Campeonato Mundial Feminino        | 11 de setembro de 2016 – 1 de maio de 2023 |

### Campeonatos anteriores
| Campeonato                              | Tempo na marca |
| --------------------------------------- | --- |
| Campeonato Universal da WWE             | 31 de outubro de 2019 - 7 de abril de 2024                                                                                        |
| Campeonato Mundial dos Pesos Pesados    | 28 de junho de 2005 – 30 de junho de 2008 15 de fevereiro de 2009 – 5 de abril de 2009 26 de abril de 2009 – 29 de agosto de 2011 |
| Campeonato das Divas da WWE             | 20 de julho de 2008 – 13 de abril de 2009                                                                                         |
| Campeonato Cruiserweight da WWE         | 25 de março de 2002 – 28 de setembro de 2007                                                                                      |
| Campeonato Mundial de Duplas (original) | 25 de março de 2002 – 29 de julho de 2002                                                                                         |
| Campeonato 24/7 da WWE                  | 20 de maio de 2019 — 9 de novembro de 2022                                                                                        |

## Eventos pay-per-view e WWE Network

### Primeiros eventos de divisão de marca
| Data                    | Evento                  | Local                      | Localização                  | Evento principal |
| ----------------------- | ----------------------- | -------------------------- | ---------------------------- | --- |
| 26 de outubro de 2002   | Rebellion               | Manchester Arena           | Manchester, Inglaterra       | Brock Lesnar (c) e Paul Heyman vs. Edge em uma luta Handicap pelo Campeonato da WWE                                                |
| 27 de julho de 2003     | Vengeance               | Pepsi Center               | Denver, Colorado             | Brock Lesnar (c) vs Big Show vs Kurt Angle em uma luta Triple Threat pelo Campeonato da WWE                                        |
| 19 de outubro de 2003   | No Mercy                | 1st Mariner Arena          | Baltimore, Maryland          | Brock Lesnar (c) vs. The Undertaker em uma luta Biker Chain pelo Campeonato da WWE                                                 |
| 15 de fevereiro de 2004 | No Way Out              | Cow Palace                 | Daly City, California        | Brock Lesnar (c) vs Eddie Guerrero pelo Campeonato da WWE                                                                          |
| 16 de maio de 2004      | Judgment Day            | Staples Center             | Los Angeles, Califórnia      | Eddie Guerrero (c) vs John "Bradshaw" Layfield pelo Campeonato da WWE                                                              |
| 27 de junho de 2004     | The Great American Bash | Norfolk Scope              | Norfolk, Virgínia            | The Dudley Boyz (Bubba Ray Dudley e D-Von Dudley) vs. The Undertaker em uma partida de Concrete Crypt                              |
| 3 de outubro de 2004    | No Mercy                | Continental Airlines Arena | East Rutherford, Nova Jersey | John "Bradshaw" Layfield (c) vs. The Undertaker em uma luta Last Ride pelo Campeonato da WWE                                       |
| 12 de dezembro de 2004  | Armageddon              | Gwinnett Arena             | Duluth, Geórgia              | John "Bradshaw" Layfield (c) vs. Booker T vs. Eddie Guerrero vs. The Undertaker em uma Fatal Four-Way Match pelo Campeonato da WWE |
| 20 de fevereiro de 2005 | No Way Out              | Mellon Arena               | Pittsburgh, Pensilvânia      | John "Bradshaw" Layfield (c) vs Big Show em uma luta Barbed Wire Steel Cage pelo Campeonato da WWE                                 |
| 22 de maio de 2005      | Judgment Day            | Target Center              | Mineápolis, Minnesota        | John Cena (c) contra John "Bradshaw" Layfield em uma luta "I Quit" pelo Campeonato da WWE                                          |
| 24 de julho de 2005     | The Great American Bash | HSBC Arena                 | Búfalo, Nova York            | Batista (c) vs John "Bradshaw" Layfield pelo Campeonato Mundial de Pesos Pesados                                                   |
| 9 de outubro de 2005    | No Mercy                | Toyota Center              | Houston, Texas               | Batista (c) vs Eddie Guerrero pelo Campeonato Mundial de Pesos Pesados                                                             |
| 18 de dezembro de 2005  | Armageddon              | Dunkin' Donuts Center      | Providência, Rhode Island    | Randy Orton vs. The Undertaker em uma partida Hell in a Cell                                                                       |
| 19 de fevereiro de 2006 | No Way Out              | 1st Mariner Arena          | Baltimore, Maryland          | Kurt Angle (c) vs. The Undertaker pelo Campeonato Mundial de Pesos Pesados                                                         |
| 21 de maio de 2006      | Judgment Day            | US Airways Center          | Phoenix, Arizona             | Rey Mysterio (c) vs John "Bradshaw" Layfield pelo Campeonato Mundial de Pesos Pesados                                              |
| 23 de julho de 2006     | The Great American Bash | Conseco Fieldhouse         | Indianapolis, Indiana        | Rey Mysterio (c) vs King Booker pelo Campeonato Mundial de Pesos Pesados                                                           |
| 8 de outubro de 2006    | No Mercy                | RBC Center                 | Raleigh, Carolina do Norte   | King Booker (c) vs. Batista vs. Bobby Lashley vs. Finlay em uma Fatal Four-Way Match pelo Campeonato Mundial dos Pesos Pesados     |
| 17 de dezembro de 2006  | Armageddon              | Richmond Coliseum          | Richmond, Virginia           | Batista e John Cena vs King Booker e Finlay                                                                                        |
| 18 de fevereiro de 2007 | No Way Out              | Staples Center             | Los Angeles, California      | Batista e The Undertaker vs. John Cena e Shawn Michaels                                                                            |

### Segundos eventos de divisão de marca
| Data                    | Evento                        | Local                      | Localização             | Evento principal |
| ----------------------- | ----------------------------- | -------------------------- | ----------------------- | --- |
| 11 de setembro de 2016  | Backlash                      | Richmond Coliseum          | Richmond, Virgínia      | Dean Ambrose (c) vs AJ Styles pelo Campeonato Mundial da WWE |
| 9 de outubro de 2016    | No Mercy                      | Golden 1 Center            | Sacramento, Califórnia  | Bray Wyatt vs. Randy Orton |
| 4 de dezembro de 2016   | TLC: Tables, Ladders & Chairs | American Airlines Center   | Dallas, Texas           | AJ Styles (c) vs. Dean Ambrose em uma luta Tables, Ladders, and Chairs pelo Campeonato da WWE                                                                         |
| 12 de fevereiro de 2017 | Elimination Chamber           | Talking Stick Resort Arena | Phoenix, Arizona        | John Cena (c) vs. AJ Styles vs. Baron Corbin vs. Bray Wyatt vs. Dean Ambrose vs. The Miz em uma Elimination Chamber pelo Campeonato da WWE                            |
| 21 de maio de 2017      | Backlash                      | Allstate Arena             | Rosemont, Illinois      | Randy Orton (c) vs. Jinder Mahal pelo Campeonato da WWE |
| 18 de junho de 2017     | Money in the Bank             | Scottrade Center           | St. Louis, Missouri     | AJ Styles vs. Baron Corbin vs. Dolph Ziggler vs. Kevin Owens vs. Sami Zayn vs. Shinsuke Nakamura em uma luta Money in the Bank por um contrato pelo Campeonato da WWE |
| 23 de julho de 2017     | Battleground                  | Wells Fargo Center         | Filadélfia, Pensilvânia | Jinder Mahal (c) vs. Randy Orton em uma luta na prisão de Punjabi pelo Campeonato da WWE                                                                              |
| 8 de outubro de 2017    | Hell in a Cell                | Little Caesars Arena       | Detroit, Michigan       | Kevin Owens vs. Shane McMahon em uma partida Falls Count Anywhere Hell in a Cell                                                                                      |
| 17 de dezembro de 2017  | Clash of Champions            | TD Garden                  | Boston, Massachusetts   | AJ Styles (c) vs. Jinder Mahal pelo Campeonato da WWE |
| 11 de março de 2018     | Fastlane                      | Nationwide Arena           | Colombo, Ohio           | AJ Styles (c) vs. Baron Corbin vs. Dolph Ziggler vs. Kevin Owens vs. Sami Zayn vs. John Cena em um desafio Six Pack pelo Campeonato da WWE                            |
| 27 de julho de 2019     | Smackville                    | Bridgestone Arena          | Nashville, Tennessee    | Kofi Kingston (c) vs. Dolph Ziggler vs. Samoa Joe em uma luta Triple Threat pelo Campeonato da WWE                                                                    |